# ناك بريدا

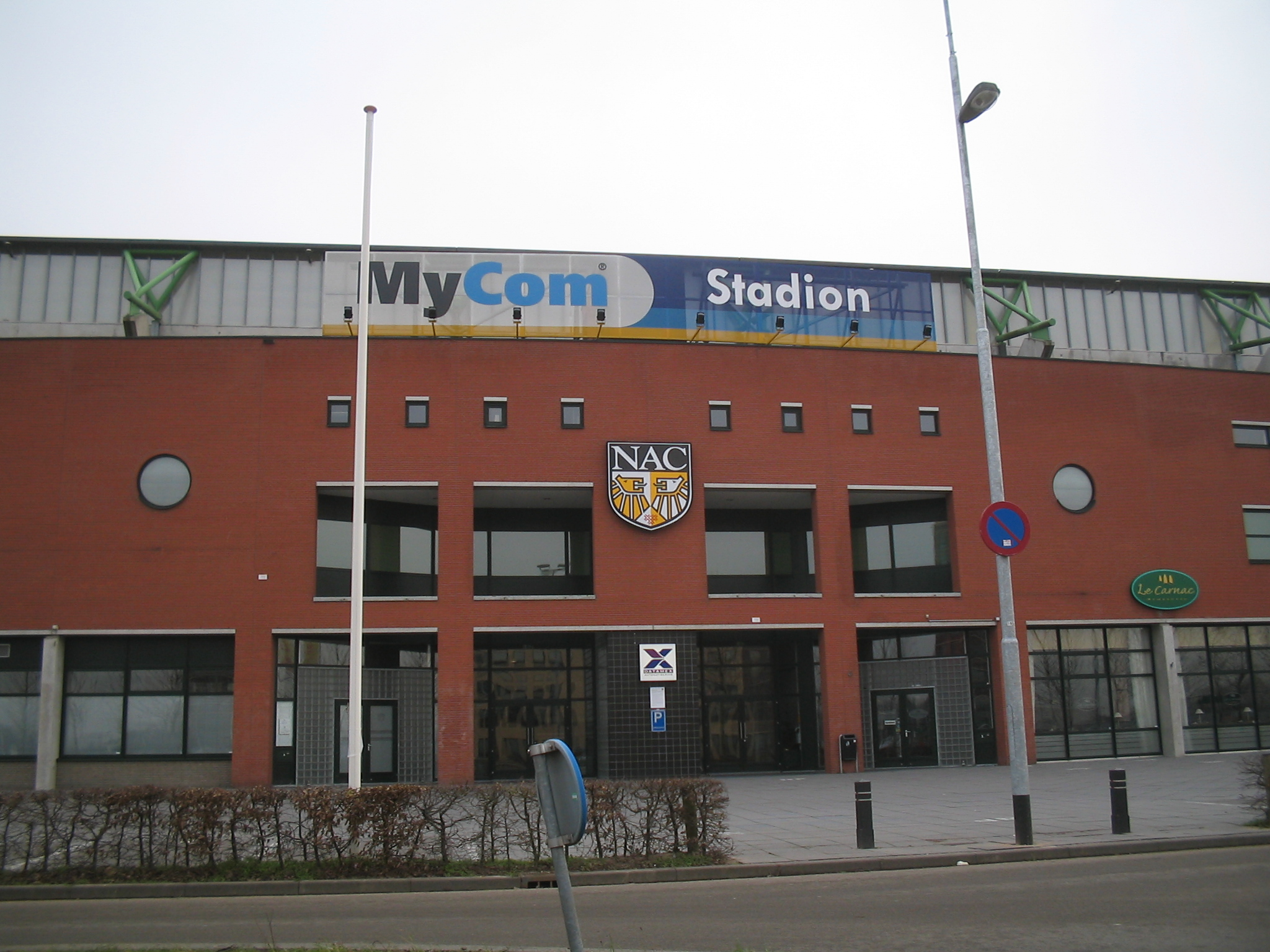
ملعب رات فيرليغ من الخارج

إن أي سي بريدا أو ناك بريدا هو نادي كرة قدم هولندي تأسس عام 1912م بعد اتحاد ناديي ناود وآدفيندو ليصبح اسمه (ناود آدفيندو كومبيناتي) عرف بهذا الاسم حتى عام 2003 عندما تعرض النادي لضائقة مالية عندها ساعد مجلس بلدية مدينة بريدا النادي فتم إضافة اسم المدينة لاسم النادي، ملعب الفريق هو ملعب رات فيرليغ الذي افتتح عام 1996م ويتسع لحوالي 16000 متفرج ويحمل اسم الملعب اسم اللاعب وقائد الفريق الذي حقق لقب دوري الدرجة الأولى عام 1921 م، يعرف الفريق بعدة ألقاب منها لؤلؤة الجنوب والجيش الأصفر.

## التاريخ

### التأسيس
تأسَّسَ نادي ناك بريدا في العشرين من أيلول/سبتمبر 1912 حينما اندمجَ ناديي أدفيندو (بالهولندية: ADVENDO) ونواد (بالهولندية: NOAD) في نادٍ واحد. كان الجوّ متوترًا نوعًا ما خلال الاجتماع التأسيسي للنادي الجديد، حيثُ رغبَ نادي نواد في تسمية النادي الجديد بنفس الاسم الذي هو نواد وذلك عبر دمجِ الحرفين الأولين من اسمه بالهولنديّة (No) مع الحرفين الأولين من اسم النادي الثاني الذي اندمج معه (أد) في إشارةٍ لنادي أدفيندو الذي رفض المُقترَح، وهو ما دفعَ المسؤول في النادي فرانس كونرت إلى اقتراح اسمِ ناك (بالهولندية: NAC) اختصارًا لعبارة اندماج نواد وأدفيندو (بالهولندية: NOAD ADVENDO Combinatie) وهو الاسم الذي لقي قبولًا من قِبل الحاضرين في الاجتماع التأسيسي. رفضَ الاتحاد الملكي الهولندي لكرة القدم في البدايةِ السماح لنادي ناك بلعب كرة القدم لعددٍ من الأسباب، لكنه عدل عن قراره في الثامن والعشرين من تشرين الأول/أكتوبر 1912 حينما سَمح للفريق باللعبِ في القسم الجنوبي الثاني.

### العصور الذهبية

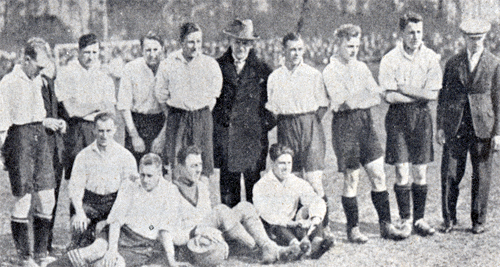
الفريق الأول لنادي ناك عام 1926

لم تكن السنوات الأولى جيدة بالنسبة لنادي ناك حديث التشكيل، لكنَّ الأمور تغيّرت والنتائج تحسَّنت حينما انتقل الفريق الهولندي لملعبٍ جديد. سُرعان ما برز النادي وأصبحَ واحدًا من أفضل الفرق في الفئة الجنوبيّة، ثمّ تُوِّجَ عام 1919 بلقبِ بطولة هذه الفئة وهو ما سمحَ له بالمشاركة في مسابقة أبطال هولندا وهي مسابقةٌ صغيرةٌ يلعب فيها أبطال الأقسام الإقليمية على اللقب الهولندي. أنهى ناك بطولة أبطال هولندا – التي شارك فيها للمرة الأولى – في المركز الأخير وواصلَ مع ذلك تقديم عروض قويّة كما بدأ يكسبُ شعبيّة في الداخل الهولندي حتى عام 1920 حينما لعب النادي أول مباراةٍ دوليّةٍ له ليُعتبر بذلك من بين أوائل النوادي الهولنديّة التي خاضت مباريات دولية. لعب النادي الهولندي مباراتين وديتين في إطارِ مبارياتهِ الدوليّة؛ بما في ذلك مباراة وديّة أمام نادي ريال مدريد والتي انتهت لصالح الأول برباعيّة نظيفة وهو ما دفعَ الصحف الإسبانية إلى تسميّة النادي اصطلاحًا باسمِ الأولاد من بريدا: سادة كرة القدم (بالإسبانية: Los muchacos del Breda ، Maestros del Futbol)‏. احتفلَ ناك عام 1921 بأحد أعظم إنجازاتهِ حينها عندما تُوِّجَ بطلًا لبطولة أبطال هولندا، كما فازَ في إطارِ البطولة الهولندية على أياكس أمستردام وغو أهد إيغلز وفرق أخرى مواصلًا حصد المزيد من النجاحات. واصل ناك تقديم كرة قدمٍ على مستوى عالٍ وبحلول العشرينيات والثلاثينيات من القرن الماضي كان يُعتبر النادي أحد أفضل الأندية في كرة القدم الهولندية، حيث فازَ خلال هذه الفترة بستِّ ألقابٍ في القسم الجنوبي واعتُبرت كرة القدم التي يقدمها كرة مثالية من الناحية الفنية من قِبل الصحافة والجمهور.
قرَّر مجلس إدارة ناك بعد كل هذه النجاحات تعيين مدرب محترفٍ، فتعاقدوا مع المدرب الإنجليزي بن أفليك لكنه لم يُطوّل كثيرًا مع الفريق فخلفهُ بعد شهرين جيمس مور الذي استقال هو الآخر في وقتٍ ما، فاضطرت إدارة النادي حينها لاختيارِ لجنةٍ تُشرف على الفريق فنيًا وتختارُ أفضل 11 لاعبًا لخوض المباريات. اعتزلَ عام 1931 اللاعب أنطون فيرليج كرة القدم وهو اللاعب الذي قضى مسيرتهُ الكرويّة كاملة مع نادي ناك حتى بات يُعتبر رمزًا من رموز النادي؛ ليُعيّن للإشرافِ ولو مؤقتًا على الفريق الذي دخل في دوامةٍ من النزاعات مع مدينة بريدا التي خصَّصت منطقة ملعب النادي في بلوجسكي منطقة سكنية وهو ما اضطرَّ ناك لمغادرة المنطقة بحثًا عن أخرى. لم يعثر النادي الهولندي على منطقة جيّدة ليُقيم عليها ملعبه في بريدا، فأُجبر على الانتقال إلى مدينة برينسن هاخ حيث بنى في غضون شهرين ملعبًا جديدًا بالكامل يتسع لحوالي 5500 متفرج. يُعتبر النادي إلى جانب إنجازاته وألقابه أول نادٍ في هولندا يُسافر بالطائرة لخوض مباراةٍ خارج أرضه ضد نادي غرونينغن.
أعادت بريدا عام 1939 فتح المناقشات حول إمكانية عودة نادي ناك للمدينة، وهذا ما حصل حينما خصَّصَ مجلس المدينة قطعة أرض كبيرة في منطقة بياتريكسسترات لناك حتى يُقيم عليها أرضيّة ملعبه ويخوض فيها لقاءاته في مختلف المسابقات والبطولات. لم يتمكَّن الفريق الهولندي من لعب الكثير من المباريات على أرضه وذلك بسببِ اندلاع الحرب العالمية الثانية، حيث آثر مساعدة المجتمع المدني في بريدا عبر صرفِ انتباه الناس عن الحرب مثلًا فنظمَ عددًا من الأحداث الرياضية والعروض على خشبات المسرح فضلًا عن معارض الكتب وألعاب الخيول، كما تطوَّع عددٌ من لاعبي الفريق لخدمة المجتمع الهولندي بما في ذلك كيس ريجفيرس وآخرون.

### أوقات صعبة
عاد نادي ناك للعب كرة قدمٍ على مستوى عالٍ بعد الحرب العالمية الثانية، لكنَّ العام 1949 حمل معهُ خبرًا سيئًا للنادي بعد وفاةِ أسيلبيرجز (بالهولندية: Asselbergs) وهو أحد الأشخاص الذين كانوا حاضرين يوم تأسيس الفريق. بدأت كرة القدم تتطور بشكلٍ تدريجيّ في هولندا التي دخلت عالم الاحتراف عام 1954 حينما أعادت هيكلة كلّ الدوريات موقفة المسابقات الجارية من أجل افتتاحِ أخرى أكثر تنظيمًا، بما في ذلك الدوري آي 1 (بالهولندية: 1A) الذي فاز ناك بلقبه عام 1955، وبطولة الأبطال التي جاء فيها النادي الهولندي في المركز الثاني خلف منافسه فيلم تو تيلبورغ.
صُدمت بريدا في الرابع عشر من آذار/مارس 1960 بعد وفاة أنطون دي رات فيرليخ في حادث سيارة. كان يُعتبر الأخير أحد أبرز الشخصيات المُهمَّة في كرة القدم الهولندية كما كان شخصيّة بارزة في نادي ناك حيث تقلَّد عددًا من المناصب في النادي منذ تأسيسه، فضلًا عن لعبه دورًا مهمًا مع الاتحاد الملكي الهولندي لكرة القدم. فَقَدَ النادي في تشرين الثاني/نوفمبر 1961 شخصًا مهمًا آخر وهو الرئيس جاك بيديريت، ثمّ تُوفيَّ بعده بعامٍ واحدٍ تقريبًا وبالضبطِ في آب/أغسطس 1962 الرئيس الآخر لوفيفر. لم تكن بداية الستينيات مشرقة للنادي الهولندي الذي هبطَ في الموسم الكرويّ 1964-1965 لدوري الدرجة الثانيّة – لم يكن يُعرف بهذا الاسم حينها – لأول مرةٍ في تاريخه.
تسبَّبَ هبوط النادي وتراجع مستوياته على كلّ الأصعدة في إعادة بناءٍ كاملةٍ لإدارة الفريق، حيث استقالَ في البداية مجلس الإدارة وسمحَ مجلسٍ آخر بتوليّ إدارة الفريق. كان هدفُ الإدارة الجديدة استرجاع مستوى الفريق والعودة به في غضون عامٍ واحدٍ لدوري الأضواء، وهذا ما حصل حيث سُرعان ما استرجعَ الفريق بريقه وعقد صفقاتٍ جديدةٍ مكّنته من اللعب على أعلى مستوى، بل إنّه تأهل في العام الموالي لنهائي كأس هولندا لكنّه خسر أمام أياكس أمستردام. سُمح للنادي على الرغمِ من خسارته للكأس بالمشاركة في كأس الاتحاد الأوروبي (يُعرف حاليًا باسمِ الدوري الأوروبي)، فقدم أداءً جيدًا حيث نجحَ في تخطّي الدور الأول حينما تغلَّبَ على نادي فلوريانا، قبل أن يُغادر المنافسة من الدور الثاني أمامَ كارديف سيتي. ظلَّ الفريقُ يقدم مستوى طيبًا ومع أنه كان في قسم الأضواء إلا أنه عانى من سوء النتائج وكان قريبًا أكثر من مرة من النزول للقسم الثاني لكنّ ذلك لم يحصل. تأهل ناك في الواحد والثلاثين من أيّار/مايو 1973 لنهائي كأس هولندا من جديدٍ حيث واجه هذه المرة إن إي سي نيميخن ففاز عليه بهدفينِ نظيفينِ أمام 25,000 متفرجٍ من بريدا. سُمح للفريق بعد الفوز بهذا اللقب في المشاركة في كأس الكؤوس الأوروبية التي غادرها من الدور الأول أمامَ نادي ماغديبورغ الذي سيُتوَّج لاحقًا بلقب هذه النسخة.

### أفونديي ناك

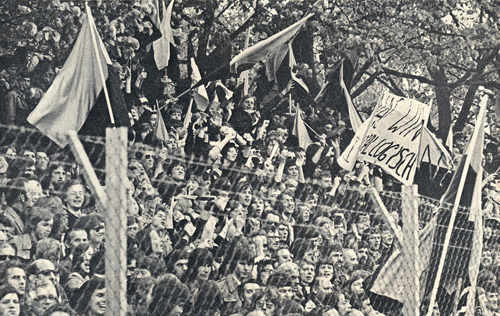
جماهير NAC عام 1975 على Spionkop

قرَّر مجلس إدارة نادي ناك عام 1975 أن تُخاض مباريات الفريق التي يلعبها على أرضه مساء يوم السبت. ظهرت بالموازاة مع هذا القرار مجموعة من العُشَّاق المُتعصّبين للنادي والذين بدأوا في حضور مباريات الفريق متمركزين على منصّة في مكانٍ قريبٍ من أرضيّة الملعب. سُرعان ما جذب الدعم الشرس لهذه المجموعة للفريق الهولندي عددًا من الشباب الذين كانوا يُشجّعون الفريق لكن ليس بنفس القوّة وحتى التعصب. استمرَّت هذه الفئة الجماهيريّة في دعمِ الفريق وطوَّرت من نفسها حتى كوَّنت لها اسمًا هو أفونديي ناك (بالهولندية: Avondje Nac) وقد تعني حرفيًا مساء ناك والمقصود منها أنَّ هذه الإلترا تُشجّع الفريق في مبارياته التي كان يلعبها في المساء. تجمعُ هذه الإلترا بين حبّ الفريق والتعصب له، حتى أنها تُضيف لمسة خاصّة بها في مدرجات الملعب حينما يلعبُ نادي ناك داخل الديار. زادت شهرة إلترا الفريق الهولندي وفي السادس من تشرين الأول/أكتوبر 1979 حينما كان يخوضُ الناك مباراة قويّة على أرضه أمام فاينورد، إلى أن أُصيب مساعد الحكم بمنفضة سجائر، وهو ما دفع الحكم الرئيسي لإرجاء المباراة ما تسبَّب في اندلاعِ أعمال شغبٍ كبرى وعُرفت هذه الحادثة في هولندا باسمِ حادثة منفضة السجائر.
هبطَ النادي الهولندي في فترة الثمانينيات مرتينِ لدوري الدرجة الثالثة، وبدا بعد الهبوط الثاني أن الوضع المالي للفريق كان يزدادُ سوءًا، فاضطَّر حينها – وهو القريبُ من الإفلاس – إلى بيع عددٍ من ممتلكاته من أجل فكّ الأزمة. لقد كافحَ النادي لسنوات، إلى أن بدأ وضعهُ الماليّ في التحسّن مع نهاية الثمانينيات وذلك بعد عودتهِ لدوري الدرجة الثانيّة. عانى الفريق في تلك الفترة أيضًا من مشاكل جانبيّة أخرى غير المشاكل الماليّة، حيث فقد الفريق في السابع من حزيران/يونيو 1989 لاعبه أندرو كينيل الذي تُوفيَّ في حادث طائرة. لقد شكَّلت وفاة كينيل صدمة للنادي، خاصة أنه كان أحد أبرز اللاعبين في الفريق. اجتمعَ حينها المئاتُ من مشجِّعي ناديي ناك بريدا وسبارتا روتردام – النادي الأسبق لللاعب – وذلك من أجلِ إحياء ذكرى كينيل، كما كُشف عن نصب تذكاري مؤقت له. تطورت نتيحةٌ لهذا الفقد علاقةٌ قويّة بين عشاق (أو إلترا) نادي ناك وعشاق نادي سبارتا. واصلَ الفريق الهولندي مسيرته في دوري الدرجة الثانيّة وكان قريبًا في ثلاث مناسباتٍ من العودة إلى الدوري الهولندي المُمتاز لكنّه فشل في ذلك، حتَّى عام 1992 حينما نجحَ أخيرًا في ضمانِ مركزٍ له في دوري الأضواء. كان ناك بريدا قد طوَّر من مستواه كثيرًا حينها حتى صعد للدوري الممتاز حيث عيّنت الإدارة المدرب رونالد سبيلبوس للإشراف فنيًا على الفريق كما دعمتهُ بعددٍ من الصفقات على غِرار جون لامرز وبيير فان هويدونك وتون لوكهوف وفابيان ويلنيس وجون كارلس وآخرون. خاض النادي مباراة خيريّة في سيرتوخيمبوس ضد نادي دين بوستش وهي المباراة التي حضرها حوالي 9000 من أنصار النادي البْرِيدِي، ما ساهمَ في انتعاش خزينة الفريق ماديًا. واصل أنصار ناك بريدا حضور مباريات فريقهم الداخليّة بالآلاف، كما تنقلوا لمتابعة مباريات الفريق خارجيًا على غِرار المقابلة التي جمعتهُ بنادي فاينورد في روتردام والتي حضرها حوالي 8000 شخص من أنصار الأول. واصل ناك في ظلِّ الدعم الجماهيري اللعب على أعلى مستوى لكنّه فشل في عدّة مراتٍ في التأهل لكأس الاتحاد الأوروبي كما وصل لنصف نهائي كأس هولندا مرة واحدة.

### ملعب جديد ومشاكل مالية

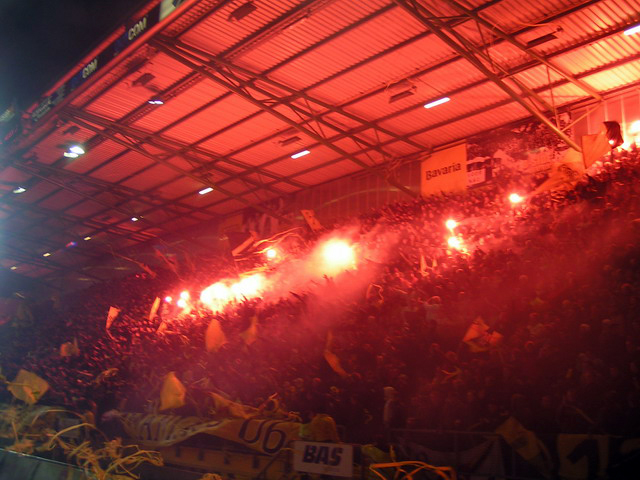
إلترا نادي راك قبل بدء مبارة فريقهم في الدوري أمام نادي آيندهوفن عام 2007

انتقلَ نادي ناك بريدا عام 1996 إلى ملعبه الجديد المُسمَّى ملعب فوجي فيلم (بالهولندية: FUJIFILM) وهو ملعبٌ أفضل من كل النواحي تقريبًا من ملعبه السابق. فُسّرت هذه الخطوة من قِبل متابعي الشأن الرياضي الهولندي على أنَّ الفريق ينوي خوض منافسات كأس الاتحاد الأوروبي وعليه فهو وسَّع من ملعبه حتى يتوافق مع لوائح وشروط الفيفا. سارت الخطط كما هو مرسومٌ لها بالنسبة للنادي الهولندي حتى عام 1998 حينما تُوفيَّ اللاعب الشاب دومينيك ديرو بسبب نوبة قلبية خلال مباراة الفريق الرديف مع نظيرهِ الرديف الآخر ألكمار. تفاقمت المشاكل بعدها فهبطَ الفريق عام 1999 لدوري الدرجة الثالثة وهو ما عقَّد من الوضعية المالية للنادي أكثر فأكثر. لقد اشترى النادي في ظرفِ أربعِ مواسمٍ ما مجموعه 60 لاعبًا كما كلَّفه الملعب الجديد آلاف الدولارات وقد أثَّر هذا بالسلب على ميزانية النادي المتهالكة أصلًا. بدأت الإدارة في عمليّة إنقاذ النادي، فحاولت البحث عن استثمارات جديدة كما عيَّنت روالنت أولتمانز مديرًا فنيًا للفريق. افتتحت الإدارة أيضًا ما عُرف باسمِ مجلس الجماهير وهو الأول من نوعه في هولندا حيثُ يلعب فيه المشجعون دورًا استشاريًا.
عاد النادي الهولندي عام 2000 إلى الدوري الممتاز، ثمّ نجحَ بعدها بثلاث سنواتٍ في التأهل لكأس الاتحاد الأوروبي حيث لعب مباراتين ضد نيوكاسل يونايتد: مباراة الذهاب في هولندا فيما لُعبت مباراة الإيّاب في المملكة المتحدة حيث سافر حوالي 4300 من أنصار ناك بريدا لمدينةِ نيوكاسل لدعم وتشجيع فريقهم. عادت المشاكل الماليّة لتصعّب من وضعية النادي حيث كان على وشكِ الإفلاس من جديدٍ عام 2003 لكن مجلس مدينة بريدا أنقذ الفريق حينما اشترى منه ملعبه الخاص في الثلاثين من كانون الثاني/يناير 2003. أضاف النادي كلمة بريدا على اسمه ليُصبح ناك بريدا كنوعٍ من التعبر عن الامتنان للمدينة التي أنقذتهُ من الإفلاس. استقالت إدارة النادي بعد كل هذه المشاكل فخلفتها إدارةٌ جديدةٌ تحتَ رئاسة ثيو مومرز وويليم فان دير هوفن. واصلَ النادي خوض مبارياتهِ في ملعب فوجي فيلم الذي غُيّر اسمه لملعب رات فيرليغ (بالهولندية: Rat Verlegh Stadion) بعد الاستحواذ عليهِ من قِبل المدينة.
استقرَّ الوضعُ المالي للنادي معَ الإدارة الجديدة، فاحتلَّ الغريقُ المركز الثالث في موسم 2007–08، وهو ما مكّنه العام الموالي من التأهل للدوري الأوروبي. فشلَ الفريق في تقديمِ أداءٍ جيّدٍ في البطولة الأوروبيّة حيث هُزمَ في الجولة الرابعة أمام نادي فياريال الإسباني بنتيجة 1–3 (على أرضه) و6–1 (خارج الأرض). تسبَّب تراجع أداء الفريق في عودة المشاكل الماليّة التي ألمَّت بالفريق في الموسم الكرويّ 2009–10 حيث فَقَدَ النادي من ميزانيّته 3.2 مليون يورو بسبب إعادة بناء الملعب والتوقيع معَ لاعبين جُدد بأثمنة مرتفعة. استقالَ نتيجةً لكلّ هذا أعضاء مجلس الإدارة بمن فيهم ويليم فان دير هوفن وجاك فيشرز وباس كومانز وأصبح باس فان بافيل رئيسًا جديدًا. أُفيد في نيسان/أبريل 2010 بأنَّ المدير الإداري ثيو مومرز مريض، فُعيّن في حزيران/يونيو 2010 برنارد أوويركيرك في منصبه ولو بشكلٍ مؤقّت، فيمَا وقَّع المدير الفني إريني ستيورات عقدًا في إي زد ألكمار وحلَّ محله جيفري فان آس. أثار ماسكانت – وهو أحد أبرز الشخصيات في مجلس إدارة النادي – في عدّة لقاءات صحفيّة مخاوفه من إفلاس النادي، الذي قرَّر بسببِ المشاكل الماليّة خفض الميزانية فلم يعد النادي قادرًا على التوقيعِ معَ لاعبين جدد. أعلنَ ناك في الواحد والعشرين من آب/أغسطس 2010 أن المدرب الفنّي للفريق سيُغادر لتدريبِ النادي البولندي فيسوا كراكوف بعدما وقَّع معه عقدًا لمدة عامين، فيما أصبحَ مُساعدوه جون كارلس وخيرت آنديفيل وأرنو فان زوام المدراء الفنيين للفريق مؤقتًا إلى حين التعاقد مع مدربٍ جديد. زادت متاعب الفريق الهولندي حينما قدم برنارد أوفيركيرك استقالتهُ في كانون الثاني/يناير 2011 تاركًا ورائه ديونًا بلغت 7.1 مليون يورو قبل أن يُعَيَّن في آذار/مارس من نفس العام إد بوسيلار خلفًا له.

### 2011 – 2019
بعد عدة مواسمٍ والنادي يُكافح من أجل البقاء بعيدًا عن مراكز الهبوط، فشل ناك بريدا في الموسم الكرويّ 2014–15 في تجنّب الهبوط حينما خسر أمامَ رودا كيركراده في نهائي ملحق الصعود والهبوط لتنتهي بذلك مسيرة الفريق التي دامت لخمسة عشر موسمًا متتاليًا في دوري الدرجة الأولى.
سُرعان ما عاد النادي لدوري الدرجة الأولى من جديدٍ وذلك في الثامن والعشرين من أيّار/مايو 2017 حينما فاز في نهائي ملحق الصعود والهبوط على إن إي سي نيميخن (1–0 ذهابًا و1–4 إيابًا) في المبارتينِ اللتان برز فيهما اللاعب سيريل ديسرس حيث تمكَّن من التوقيع على أربعة أهدافٍ في المباراتين بمعدل هدفينِ في المباراة الواحدة. عمَّت الاحتفالات مدينة بريدا بعد صعود الفريق، حيث انطلقت الحشود من أمام ملعب النادي واستمرَّت ليومٍ كاملٍ تقريبًا.

## الألوان والشعار

### الألوان
ألوان ناك الرسمية هي الأصفر والأبيض والأسود. كان أنصارُ النادي يرتدون في البداية قميصًا أسودًا بخطٍّ أصفر قطري وجوارب سوداء وبيضاء قصيرة، قبل أن يُغيّروا عام 1916 كلّ هذه الألوان بقميصٍ ملوّنٍ باللون الأبيض فقط وهو القميص الذي استمرَّ المناصرين في ارتدائه حتى الستينيات عندما قرَّرَ النادي استبدال القميص الأبيض بقميص أصفر وسروال قصير أسود. لم تكن ألون قميص نادي ناك الجديدة متناسقة ومع ذلك فقد اعتمدها الفريقُ – ومن خلفهِ الأنصار – لفترةٍ من الزمن. أعلن النادي في وقتٍ لاحقٍ عن خوض مبارياته على أرضه بقميصٍ أصفر مع وجود خط قطري أسود فوقه وسروال قصير أسود رفقة وجوارب بيضاء مع بعض الخطوط الصغيرة الصفراء، فيما اختار قميصًا أبيض بالكامل مع خطٍ أصفر مائل يُحيط به ثمّ جوارب بيضاء قصيرة عند خوضه مبارياتٍ خارج الديار.

### الشعار
اعتمدَ نادي ناك على مرِّ تاريخه على أربعة أشعرة. ظهر الشعار الأول مع تأسيسِ النادي عام 1912 حيث كان عبارة عن عن درع أسود يتوسَّطُه خط قطري أصفر مع حروف ناك (بالهولندية: NAC). استُبدل هذا الشعار عام 1968 بشعار آخر لسببٍ غير معروف، ثمّ ظهر الشعار الثالث عام 1974 وهو الشعار الذي كان يحتوي على اسمِ النادي في تركيبةٍ باللونين الأسود والأصفر. لقد اعتُمد هذا الشعار بعد إقالة مجلس إدارة النادي عام 1974 حيث صمَّمت ابنة عضوٍ في مجلس الإدارة الجديد الشعار كنوعٍ من التعبير عن الانطلاقة الجديدة للنادي.
اعتُمد الشعار الرابع للنادي عام 1996 وذلك حينما انتقلَ للعب في ملعب رات فيرليغ. تشكَّلَ هذا الشعار من أسدين وثلاثة صلبان معَ اسمِ النادي المختصر كما زُخرف بألوان الفريق الرسمية، وقد استلهمَ النادي هذا الشعار وبخاصّة الأسدان والصلبان الثلاثة من شعار مدينة بريدا التي يُمثلها والتي ساعدت الفريق في عدّة مناسبات. أُعيد عام 2012 اعتماد الشعار الأول وذلك خلال احتفالات النادي بالذكرى المئوية لتأسيسه. جاء اعتمادُ الشعار الأول في النهاية بناءً على مبادرة (مدفوعة الثمن) نظمها أنصار الفريق وهو ما دفعَ الأخير لاعتماد هذا الشعار بشكلٍ دائم.

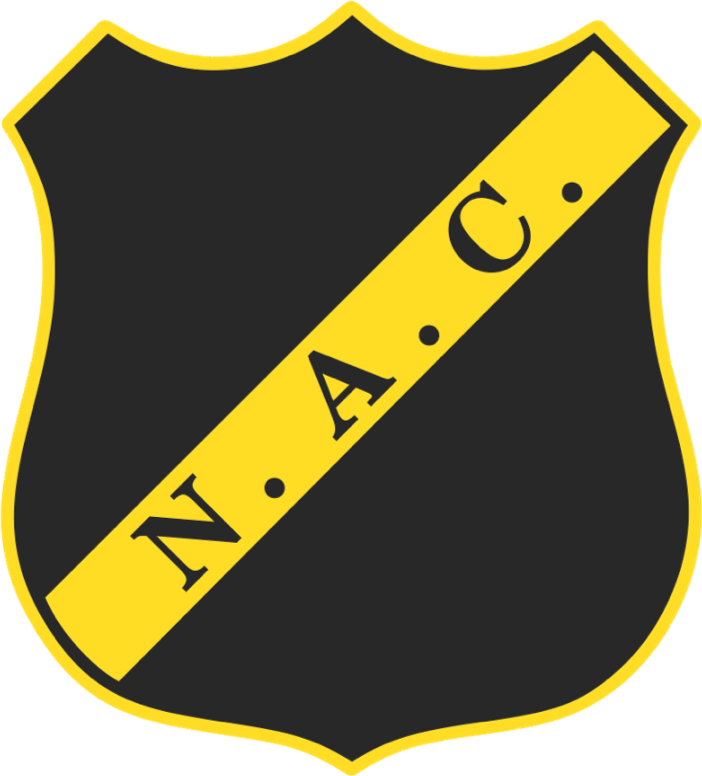
شعار النادي في الفترة الممتدة من عام 1912 حتى عام 1968 ثمّ من عام 2012 إلى الآن
شعار النادي في الفترة الممتدة من عام 1996 حتى عام 2012

## الملاعب

### ملعب بلو
تُقرِّرَ بعد اندماجِ ناديي نواد وأدفيندو وتشكيل النادي الجديد ناك اللعب في ملعب بلو (بالهولندية: BLO Terrain) ولو بشكلٍ مؤقت، حيث خاض الفريق حديث العهد مبارياته على أرضية هذا الملعب في الفترة الممتدة من التاسع عشر من أيلول/سبتمبر 1912 إلى الواحد والثلاثين من تموز/يوليو 1913. يقعُ الملعب شرق حديقة ويلهيلمينا (بالهولندية: Wilhelmina Park) في مدينة بريدا ويُعتبر أول ملعبٍ يخوص فيه نادي ناك مبارياته عند تأسيسه قبل أن يُغيّره بسبب سوء حالته وصعوبة الوصول له.

### أختر دي واترتورين
انتقل نادي ناك في الأول من آب/أغسطس 1913 إلى ملعبه الجديد أختر دي واترتورين (بالهولندية: Achter de Watertoren) ويعني حرفيًا الملعب خلف برج الماء. ظلَّ النادي الهولندي يخوضُ مبارياته على أرضية هذا الملعب لمدة ثلاثة مواسم (حتى الواحد والثلاثين من تموز/يوليو 1916) وهو الملعب الذي يقعُ شمال حديقة ويلهيلمينا في بريدا. زادت شعبية النادي خلال المواسم التي لعب فيها مبارياته على أرضية هذا الملعب كما زاد عدد مناصريه لكنّه قرر في وقتٍ لاحقٍ الانتقال لملعب ثالث.

### بلوجسكي
انتقل النادي في الأول من آب/أغسطس 1916 إلى ملعبٍ جديدٍ هو ملعب بلوجسكي (بالهولندية: Ploegske). حقَّق النادي على أرضيّة هذا الملعب أكبر نجاحاته حينما فاز عام 1921 بالبطولة الهولندية. يُعتبر هذا الملعب هو أول ملعبٍ بمدرجات يلعبُ فيه نادي ناك، حيث يتسع لأكثر من 3000 متفرج ويتمركزُ في منطقة مولينجراخت (بالهولندية: Molengracht) في بريدا. اضطرَّ النادي في التاسع والعشرون من آب/أغسطس 1931 إلى البحثِ عن ملعبٍ جديدٍ بعدما قرَّرَ مجلس مدينة بريدا تحويل المنطقة التي يقعُ فيها الملعب إلى منطقة سكنيّة.

### هوفلسترات
نظرًا لقرار مجلس مدينة بريدا بتحويل المنطقة التي يقعُ فيها ملعب بلوجسكي إلى منطقة سكنية، بدأ ناك في البحث عن منطقة أو ملعبٍ جديدٍ لكنّ ذلك لم يكن ممكنًا في بريدا نظرًا لقلّة الأراضي المتاحة. اضطرَّ النادي للخروجِ من بريدا بعدما عرضت عليه مدينة برينسنهاج مساحة أرضيّة يُمكنه إقامة ملعبٍ عليها. بنى النادي فعلًا ملعبه الجديد في برينسنهاج حيث اختار له اسمًا هو هوفلسترات (بالهولندية: Heuvelstraat) وبدأ اللعب عليه في الثلاثين من آب/أغسطس 1931. كان الملعب الجديد فوق المتوسّط حيث بُني على أحدث طراز بسعة 5500 متفرج لكنّ عيب الرئيسي كان بُعده عن وسطِ مدينة بريدا. حقَّق ناك على هذا الملعب عددًا من الإنجازات عدى عن أنه كان شاهدًا على العشرية الذهبية للفريقِ في الثلاثينيات عندما كان يُعتبر أحد أفضل الأندية في هولندا. غادر ناك ملعبه هذا عام 1939 حينما عرضت عليه مدينة بريدا مساحة أرضيّة جديدة يُمكنه إقامة مرافقه الرياضيّة عليها.

### بياتريكسسترات
انتقلَ ناك في الأول من آب/أغسطس 1940 إلى ملعبهِ الجديد بياتريكسسترات الذي يتوسّط مدينة بريدا. كان انتقال النادي الهولندي لهذا الملعب يعني بشكلٍ أو بآخر عودته للمدينة التي يُمثّلها وهو ما ساهمَ في زيادة شعبيّته في خمسينيات وستينيات القرن العشرين. اعتُبر ناك خلال هذه الفترة أحد أكبر الأندية في هولندا، وزادت شهرته أكثر وأكثر في فترة السبعينيات وذلك بفضل العدد الكبير من الجماهير الذي كان يحضرُ مباريات النادي. ظهرت خلال هذه الفترة أيضًا إلترا أفونديي ناك (بالهولندية: Avondje NAC) التي دعمت فريقها بتعصّب وساهمت في خلقِ أجواء رهيبة داخل الملعب الي كان يسعُ لحوالي 18,500 متفرج لكنّ اللوائح الصارمة للاتحاد الهولندي لكرة القدم دفعت الفريق إلى السماحِ لحوالي 12,560 متفرج فقط من الحضور خلال فترة التسعينيات. اضطرَّ النادي الهولندي إلى مغادرة هذا الملعب عام 1996 والبحث عن ملعب جديد بسبب تدهور حالتهِ وتأخر أعمال الصيانة.

### ملعب رات فيرليغ

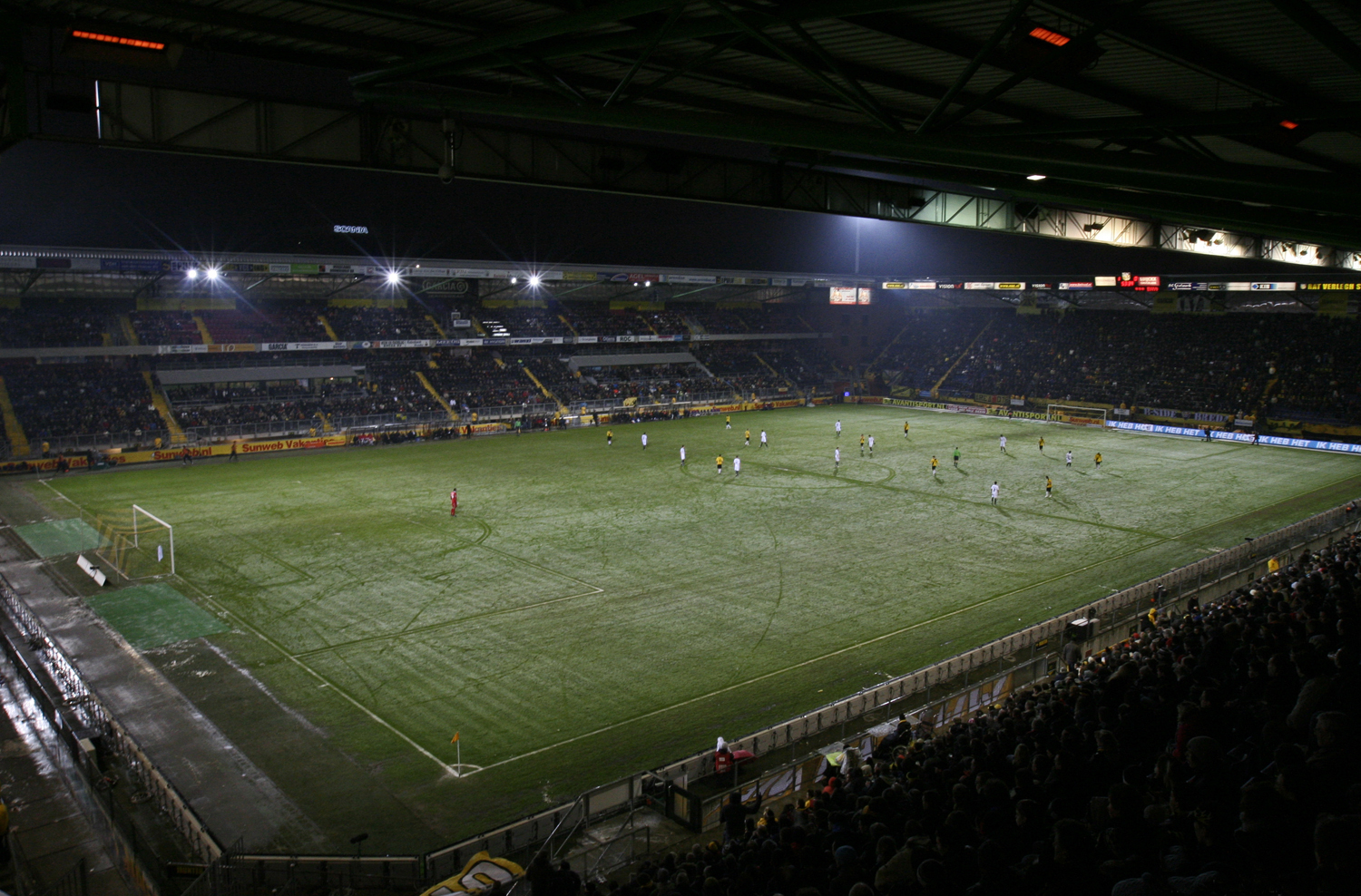
ملعب رات فيرليغ في كانون الثاني/يناير 2010 خلال مباراةٍ جمعت ناك بنادي فينلو.

انتقل النادي في الحادي عشر من آب/أغسطس 1996 لخوض مبارياته على ملعب رات فيرليغ الذي لا زال هو ملعب النادي حاليًا. يقعُ الملعب على بعد كيلومترين شمال غرب وسط مدينة بريدا، وكان يحملُ في البداية اسم فوجي فيلم ثمّ غُيّر الاسم عام 2003 إلى ملعب ماي كوم قبل أن يُعتمد اسمُ رات فيرليغ اسمًا رسميًا للملعب من قِبل النادي وأنصاره عام 2006. كانت تبلغُ سعة الملعب 17,750، لكن وبسبب زيادة شعبية ناك بريدا وُسِّعَ في صيف عام 2010 حتى بات يسعُ لحوالي 19,000 متفرج.

## المشجعون
غالبًا ما يُشير مُشجّعو نادي ناك إلى أنفسهم باسم الجرذان أو الجيش الأصفر. لدى الفريق قاعدة جماهيرية كبيرة تحرصُ على حضور مباريات النادي خاصّة الداخلية منها حيث تنفذ في الغالب كلّ التذاكر. لدى الفريقِ أيضًا إلترا تُعرف بالتعصب للفريق وتحرصُ على دعمهِ دعمًا قويًا من المدرجات. تُعرف هذه الإلترا باسمِ أفونديي ناك وهي المسؤولة في الغالب عن خلق جو الإثارة في الملعب لكنها تنقسمُ إلى قسمين: إلترا تُسمّي نفسها إلترا الجانب بي والثانية هي إلترا فاك جي مع أنَّ لا اختلافات كبيرة بين الرابطتين. على جانبٍ آخرٍ، يُعتبر نادي ناك أول نادٍ في كرة القدم الاحترافية الهولندية يُؤسِّس مجلسًا للمشجعين وهو المجلس الذي يحرصُ على الترويج لثقافة الفريق وعلى الدفاع عن مصالحه ومصالح معجبيه، فضلًا عن توفير الفريق لمقعدٍ واحدٍ في منصّة مجلس الرؤساء يُمكن لأحد المشجّعين متابعة المبارة منه رفقة باقي الشخصيّات الرفيعة في النادي.

## المنافسة
تجمعُ نادي ناك بريدا مافسة قويّة وأحيانًا شرسة مع نادي فيلم تو تيلبورغ من مدينة تيلبورغ. نشأَ هذا التنافس في عشرينيات القرن الماضي، وأصبحت تُعرف المباريات بين الاثنين باسمِ «ديربي برابانت». ازدادت رمزيّة هذا التنافس بين الفريقينِ على اعتبار أن المدينتانِ اللتانِ يُمثلاتها (مدينتا بريدا وتيلبورغ) لا تفصلُ بينهما سوى 20 كيلومترًا وهو ما يزيدُ من حدّة التنافس ومن رغبة اللاعبين في إسعاد جماهير مدينتهم على جماهير المدينة الأخرى. تختلف المدينتانِ ثقافيًا حيث تُعتبر بريدا مدينة للطبقة العاملة فيما تُعتبر تيلبورغ مدينة أكثر نخبوية، ويتضحُ هذا أيضًا من حقيقة أن فيلم تو تيلبورغ سُمّي على اسم الملك الهولندي فيلم الثاني.
يتنافسُ نادي ناك أيضًا مع نادي فاينورد الذي يُمثّل مدينة روتردام. تعودُ جذور هذا التنافس إلى عدة حوادثٍ حصلت بين مشجعي الناديَيْنِ في سبعينيات القرن العشرين، وعلى الرغم من أن مشجعي فاينورد ليس لديهم إلترا مثل تلك التي تقفُ خلف نادي ناك إلا أن المباريات بين الفريقين تُعتبر من أهم وأعنف المباريات في الموسم.

## إحصائيات
| نتائج نادي ناك بريدا (في الدوري والكأس) منذ عام 1956 | نتائج نادي ناك بريدا (في الدوري والكأس) منذ عام 1956 | نتائج نادي ناك بريدا (في الدوري والكأس) منذ عام 1956 | نتائج نادي ناك بريدا (في الدوري والكأس) منذ عام 1956 | نتائج نادي ناك بريدا (في الدوري والكأس) منذ عام 1956 |
| الدوري                                               | المركز                                               | التأهل                                               | كأس هولندا                                           | المركز                                               |
| ---------------------------------------------------- | ---------------------------------------------------- | ---------------------------------------------------- | ---------------------------------------------------- | ---------------------------------------------------- |
| 2016–17                                              | المركز الخامس                                        | –                                                    | 2016–2017                                            | الدور الأول                                          |
| 2015–16                                              | المركز الثالث                                        | –                                                    | 2015–16                                              | الدور الثاني                                         |
| 2014–15                                              | المركز السادس عشر                                    |                                                      | 2014–15                                              | دور الستّة عشر                                        |
| 2013–14                                              | المركز الخامس عشر                                    | –                                                    | 2013–14                                              | الدور الثالث                                         |
| 2012–13                                              | المركز الثالث عشر                                    | –                                                    | 2012–13                                              | دور الستّة عشر                                        |
| 2011–12                                              | المركز الثالث عشر                                    | –                                                    | 2011–12                                              | الدور الثاني                                         |
| 2010–11                                              | المركز الثالث عشر                                    | –                                                    | 2010–11                                              | ربع النهائي                                          |
| 2009–10                                              | المركز العاشر                                        | –                                                    | 2009–10                                              | ربع النهائي                                          |
| 2008–09                                              | المركز الثامن                                        | 2009–10                                              | 2008–09                                              | نصف النهائي                                          |
| 2007–08                                              | المركز الثالث                                        | كأس إنترتوتو                                         | 2007–08                                              | نصف النهائي                                          |
| 2006–07                                              | المركز الحادي عشر                                    | كأس إنترتوتو                                         | 2006–07                                              | نصف النهائي                                          |
| 2005–06                                              | المركز السادس عشر                                    | –                                                    | 2005–06                                              | الدور الثالث                                         |
| 2004–05                                              | المركز الخامس عشر                                    | –                                                    | 2004–05                                              | ربع النهائي                                          |
| 2003–04                                              | المركز التاسع                                        | –                                                    | 2003–04                                              | نصف النهائي                                          |
| 2002–03                                              | المركز الرابع                                        | الدوري الأوروبي                                      | 2002–03                                              | دور الستّة عشر                                        |
| 2001–02                                              | المركز السادس                                        | كأس إنترتوتو                                         | 2001–02                                              | الدور الثاني                                         |
| 2000–01                                              | المركز التاسع                                        | –                                                    | 2000–01                                              | الدور الثاني                                         |
| 1999–20                                              | المركز الأول                                         |                                                      | 1999–2000                                            | الدور الثاني                                         |
| 1998–99                                              | المركز الثامن عشر                                    |                                                      | 1998–99                                              | دور الستّة عشر                                        |
| 1997–98                                              | المركز الثاني عشر                                    | –                                                    | 1997–98                                              | ربع النهائي                                          |
| 1996–97                                              | المركز التاسع                                        | –                                                    | 1996–97                                              | الدور الثاني                                         |
| 1995–96                                              | المركز الثامن                                        | –                                                    | 1995–96                                              | دور الستة عشر                                        |
| 1994–95                                              | المركز العاشر                                        | –                                                    | 1994–95                                              | ربع النهائي                                          |
| 1993–94                                              | المركز السابع                                        | –                                                    | 1993–94                                              | نصف النهائي                                          |
| 1992–93                                              | المركز الثالث                                        |                                                      | 1992–93                                              | الدور الثاني                                         |
| 1991–92                                              | المركز الرابع                                        |                                                      | 1991–92                                              | الدور الثالث                                         |
| 1990–91                                              | المركز الثاني                                        |                                                      | 1990–91                                              | دور الستة عشر                                        |
| 1989–90                                              | المركز الثاني                                        |                                                      | 1989–90                                              | الدور الثاني                                         |
| 1988–89                                              | المركز السابع                                        | –                                                    | 1988–89                                              | الدور الأول                                          |
| 1987–88                                              | المركز السابع عشر                                    | –                                                    | 1987–88                                              | الدور الأول                                          |
| 1986–87                                              | المركز الثامن                                        | –                                                    | 1986–87                                              | الدور الأول                                          |
| 1985–86                                              | المركز الثالث عشر                                    | –                                                    | 1985–86                                              | دور الـ 16                                           |
| 1984–85                                              | المركز السابع عشر                                    |                                                      | 1984–85                                              | دور الستة عشر                                        |
| 1983–84                                              | المركز الثالث                                        |                                                      | 1983–84                                              | الدور الثاني                                         |
| 1982–83                                              | المركز السابع عشر                                    |                                                      | 1982–83                                              | الدور الثاني                                         |
| 1981–82                                              | المركز الحادي عشر                                    | –                                                    | 1981–82                                              | دور الستة عشر                                        |
| 1980–81                                              | المركز الثالث عشر                                    | –                                                    | 1980–81                                              | الدور الثاني                                         |
| 1979–80                                              | المركز السادس عشر                                    | –                                                    | 1979–80                                              | الدور الثاني                                         |
| 1978–79                                              | المركز العاشر                                        | –                                                    | 1978–79                                              | دور الربع نهائي                                      |
| 1977–78                                              | المركز الحادي عشر                                    | –                                                    | 1977–78                                              | الدور الثاني                                         |
| 1976–77                                              | المركز الثامن                                        | –                                                    | 1976–77                                              | دور الربع نهائي                                      |
| 1975–76                                              | المركز الحادي عشر                                    | –                                                    | 1975–76                                              | الدور الثاني                                         |
| 1974–75                                              | المركز السادس عشر                                    | –                                                    | 1974–75                                              | الدور الثاني                                         |
| 1973–74                                              | المركز السادس عشر                                    | -                                                    | 1973–74                                              | النهائي                                              |
| 1972–73                                              | المركز السادس عشر                                    | 1973–74                                              | 1972–73                                              | البطل                                                |
| 1971–72                                              | المركز الثالث عشر                                    | –                                                    | 1971–72                                              | دور الستة عشر                                        |
| 1970–71                                              | المركز الرابع عشر                                    | –                                                    | 1970–71                                              | الدور الأول                                          |
| 1969–70                                              | المركز العاشر                                        | –                                                    | 1969–70                                              | الدور الثاني                                         |
| 1968–69                                              | المركز السابع                                        | –                                                    | 1968–69                                              | الدور الثاني                                         |
| 1967–68                                              | المركز الخامس عشر                                    | –                                                    | 1967–68                                              | دور المجموعات                                        |
| 1966–67                                              | المركز الثاني عشر                                    | كأس الكؤوس الأوروبية                                 | 1966–67                                              | النهائي                                              |
| 1965–66                                              | المركز الثالث                                        |                                                      | 1965–66                                              | ربع النهائي                                          |
| 1664–65                                              | المركز السادس عشر                                    |                                                      | 1964–65                                              | نصف النهائي                                          |
| 1963–64                                              | المركز السادس                                        | –                                                    | 1963–64                                              | الدور الثاني                                         |
| 1962–63                                              | المركز السادس                                        | –                                                    | 1962–63                                              | الدور الثالث                                         |
| 1961–62                                              | المركز الخامس                                        | –                                                    | 1961–62                                              | غير معروف                                            |
| 1960–61                                              | المركز التاسع                                        | –                                                    | 1960–61                                              | النهائي                                              |
| 1959–60                                              | المركز الخامس                                        | –                                                    | لم يُنظَّم                                              | لم يُنظَّم                                              |
| 1958–59                                              | المركز الحادي عشر                                    | –                                                    | 1958–59                                              | غير معروف                                            |
| 1957–58                                              | المركز الثامن                                        | –                                                    | 1957–58                                              | غير معروف                                            |
| 1956–57                                              | المركز التاسع                                        | –                                                    | 1956–57                                              | غير معروف                                            |

## ألقاب
- الدوري الهولندي الممتاز
  - البطل (1): 1920–21
- كأس هولندا
  - البطل (1): 1972–73
- الدوري الهولندي لكرة القدم الدرجة الثانية
  - البطل (1): 1999–2000
  - الوصيف (1): 2016–17

## الإدارة

### المجلس الرقابي
يتكون المجلس الرقابي لنادي ناك بريدا من:
| الاسم           | الدور                |
| --------------- | -------------------- |
| هوبير بارديمانس | وكيل الشؤون الفنية   |
| برنارد كين      | نائب المساهمين       |
| بيري دي كورت    | وكيل الشؤون المالية  |
| بيري فان نيس    | وكيل الشؤون التجارية |

### إدارة النادي
تتكون إدارة النادي من:
| الاسم       | الدور          |
| ----------- | -------------- |
| موريس شتاين | المدير الفنّي   |
| منصب شاغر   | مدير كرة القدم |

## الفريق

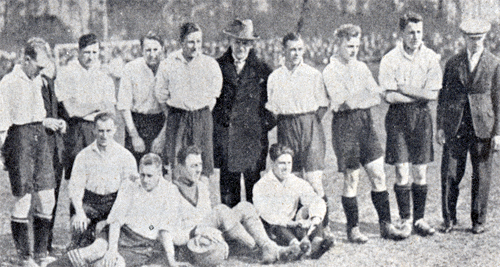
الفريق الأول لناك بريدا سنة 1926

اعتبارًا من 31 أغسطس 2020
ملاحظة: تشير الأعلام إلى المنتخب الوطني على النحو المحدد في قواعد الأهلية للفيفا. قد يحمل اللاعبون أكثر من جنسية واحدة غير تابعة للفيفا.
| الرقم | البلد    | المركز | اللاعب                              |
| ----- | -------- | ------ | ----------------------------------- |
| 1     | هولندا   | حارس   | نيك أوليج                           |
| 2     | هولندا   | مدافع  | روبن سكوتين                         |
| 3     | إسبانيا  | مدافع  | روجر ريرا                           |
| 5     | إسبانيا  | مدافع  | جافي نوبلجاس                        |
| 6     | إسكتلندا | وسط    | لويس فيوريني (معار من مانشستر سيتي) |
| 8     | المغرب   | وسط    | منير العلوشي                        |
| 9     | هولندا   | وسط    | ليكس إيميرس                         |
| 10    | هولندا   | مهاجم  | حسين دوجان                          |
| 11    | هولندا   | مهاجم  | نيك فينيما (معار من نادي أوترخت)    |
| 14    | إسبانيا  | مدافع  | ناتشو مونسالفي                      |
| 15    | هولندا   | مدافع  | جيثرو ماشارت                        |
| 16    | هولندا   | حارس   | شيل كرامر                           |
| 17    | هولندا   | مهاجم  | سيدني فان هويدونك                   |
| 18    | المغرب   | وسط    | ياسين الزغاري                       |
| 20    | سورينام  | وسط    | ديون مالون (كابتن)                  |

| الرقم | البلد   | المركز | اللاعب         |
| ----- | ------- | ------ | -------------- |
| 21    | هولندا  | مدافع  | مورينو روتن    |
| 22    | بلجيكا  | مدافع  | ميلان فاناكر   |
| 23    | هولندا  | حارس   | روي كورتسميت   |
| 24    | النرويج | مدافع  | كولين روسلر    |
| 25    | المغرب  | وسط    | أنور كالي      |
| 26    | هولندا  | مدافع  | بجوتر كرستنس   |
| 27    | هولندا  | وسط    | ماروين ريفرز   |
| 28    | هولندا  | مدافع  | ووت نيلن       |
| 29    | هولندا  | وسط    | صابر أبو جيل   |
| 30    | هولندا  | مدافع  | جيلرمو سيرفيلد |
| 31    | هولندا  | مدافع  | ماتيجس بل      |
| 33    | هولندا  | وسط    | توم هاي        |
| 42    | روسيا   | مهاجم  | ماريو بيلاتي   |
| 55    | إنجلترا | مهاجم  | دي جي بوفونج   |